# Robbie Ross
Robert Charles »Robbie« Ross, ameriški bejzbolist, * 24. junij 1989, Lexington, Kentucky, ZDA.
Ross je poklicni metalec in trenutno član ekipe Texas Rangers v ligi MLB.

## Univerzitetna kariera
Ross je hodil na univerzo Lexington Christian Academy v svoji rodni zvezni državi.

## Poklicna kariera
Rossa je v drugem krogu nabora lige MLB leta 2008 izbrala ekipa Texas Rangers.
Leto 2011 je prebil na stopnjah Single-A in Double-A. Zbral je deset zmag in pet porazov, povprečno pa je dovoljeval 2,34 teka.
Ekipi na stopnji lige MLB se je prvič pridružil na spomladanskem uigravanju, na seznamu dejavnih mož ekipe pa je do Dneva odprtja uspešno zadržal svoje mesto.  V ligi MLB je prvič nastopil 8. aprila 2012 na tekmi proti ekipi Chicago White Sox. Njegova prva izločitev z udarci je bil Paul Konerko. Svojo prvo zmago je dosegel 14. aprila 2012, ko je kot razbremenilec na tekmi proti ekipi Minnesota Twins zamenjal Yuja Darvisha.